# Montjardin
Montjardin é uma comuna francesa na região administrativa de Occitânia, no departamento de Aude. Estende-se por uma área de 14,11 km². Em 2010 a comuna tinha 85 habitantes (densidade: 6 hab./km²).